# Ризький Імператорський ліцей
Ризький Імператорський лицей (нім. Kaiserliches Lyceum zu Riga, рос. Рижский Императорский лицей, латис. Rīgas Ķeizarisko liceju), до 1710 — Карлів ліцей (лат. Schola Carolina), також відомий як Королівський ліцей, Царський ліцей, Петровський ліцей — колишній навчальний заклад в м. Рига.

## Історія
Відкритий за розпорядженням і на гроші короля Швеції Карла XI в другій половині XVII ст. Першопочадково знаходився в будівлі по вулиці Маза Пілс (Малій Замковій), 4 (перехрестя вулиць Маза Міесніеку та Маза Пілс), навпроти відомого старовинного архітектурного комплексу «Три брати».

## Карлів ліцей (1675—1710)
Основною функцією Карлового ліцею була підготовка майбутніх чиновників для шведського адміністративного апарату — до Карлового ліцею школи подібної функціональної спрямованості на території всієї Шведської Ліфляндії не було. Також програма ліцею була цілком світської, він готував юнаків для вступу в закордонні університети, зокрема, у відомі Дерптський і Упсальський університети. Офіційний рік заснування ліцею — 1675. На будівлі красуються дві таблички, пов'язані з датою заснування (1675 року) і «перезаснування» за часів Російської імперії (початок 20-х років XVIII століття), які збереглися з XVIII століття. Також до наших днів дійшов і малюнок відомого ризького краєзнавця Іоганна Крістофа Бротце, багаторічного викладача цього ризького навчального закладу.
У ліцеї проходили навчання діти заможних жителів провінційних областей Шведської Ліфляндії. Також великий відсоток від усієї кількості навчалися становили діти шведських адміністративних службовців, тим самим забезпечувалася наступність чиновницьких поколінь.
Предмети, що вивчалися в ліцеї: закон божий, географія, історія, логіка, риторика, латинська, старогрецька та давньоєврейська мови.
Підбором викладачів займався головний спонсор Карлового ліцею (згодом і Царського (або Петровського) Ліцею) — Ризький магістрат. Він забезпечував надходження кращих кадрів, з яких формувався викладацький склад ліцею.

## Ризький Імператорський (Царський) ліцей (1733—1802)
У ліцеї працював збирач і любитель лівонських старожитностей, історик і етнограф Йоганн Готфрід Арндт (1710—1764), а також згаданий вище краєзнавець Йоганн Крістоф Бротце (1742—1823).
Серед відомих учнів ліцею можна згадати натураліста Якоба Беніаміна Фішера (1731—1793), який залишив перший в історії опис природи Ліфляндської губернії «Versuch einer Naturgeschichte von Livland» (1771 рік). Ліцей закінчили відомий в майбутньому лікар Йоганн Фішер (1665—1782), а також інший прогресивний лікар-реформатор Йоганн Лутер (1716—1764).
На будівлі можна побачити меморіальну дошку, що увічнює пам'ять знаменитого ризького краєзнавця, німця чеського походження, Іоганна Крістофа Бротце, який переселився до Риги в 1768 році. І з 1769 почав викладацьку, а після і ректорську діяльність в Ризькому царському ліцеї, як він тоді вже називався. Він залишив після себе грандіозне зібрання малюнків і творів про Ригу та її околиці в 10 томах.
З 1787 року будується нова будівля для Ризького Царського ліцею, будівництво ведеться в рамках реформування ансамблю замкової площі (точніше, її фактичного створення) за адресою Замкова площа (Pils laukums), 2.

## Гімназія Ліфляндської губернії
З 1804 року, після шкільної реформи, ліцей перетворивсь в губернську гімназію. Її директором став німецький педагог Август Албанус. В ній навчався засновник естонської національної поезії Крістьян Яак Петерсон.
В XIX ст. гімназію закінчило багато відомих людей, в тому числі діячі молодолатиського руху.

## Відомі випускники
Див. також: Категорія:Випускники Ризької гімназії
1831
- Олександр Кітер

1841
- Іван Бабст

1865
- Карл Рейер

1875
- Едуард Вольтер

1883
- Микола Вольф
- Оттон фон Дессін
- Петеріс (Петро) Стучка

1884
- Яніс Пліекшанс (Райніс)

1891
- Федір Бухгольц

1900
- Максим Озмідов